# VR Bank Lahn-Dill

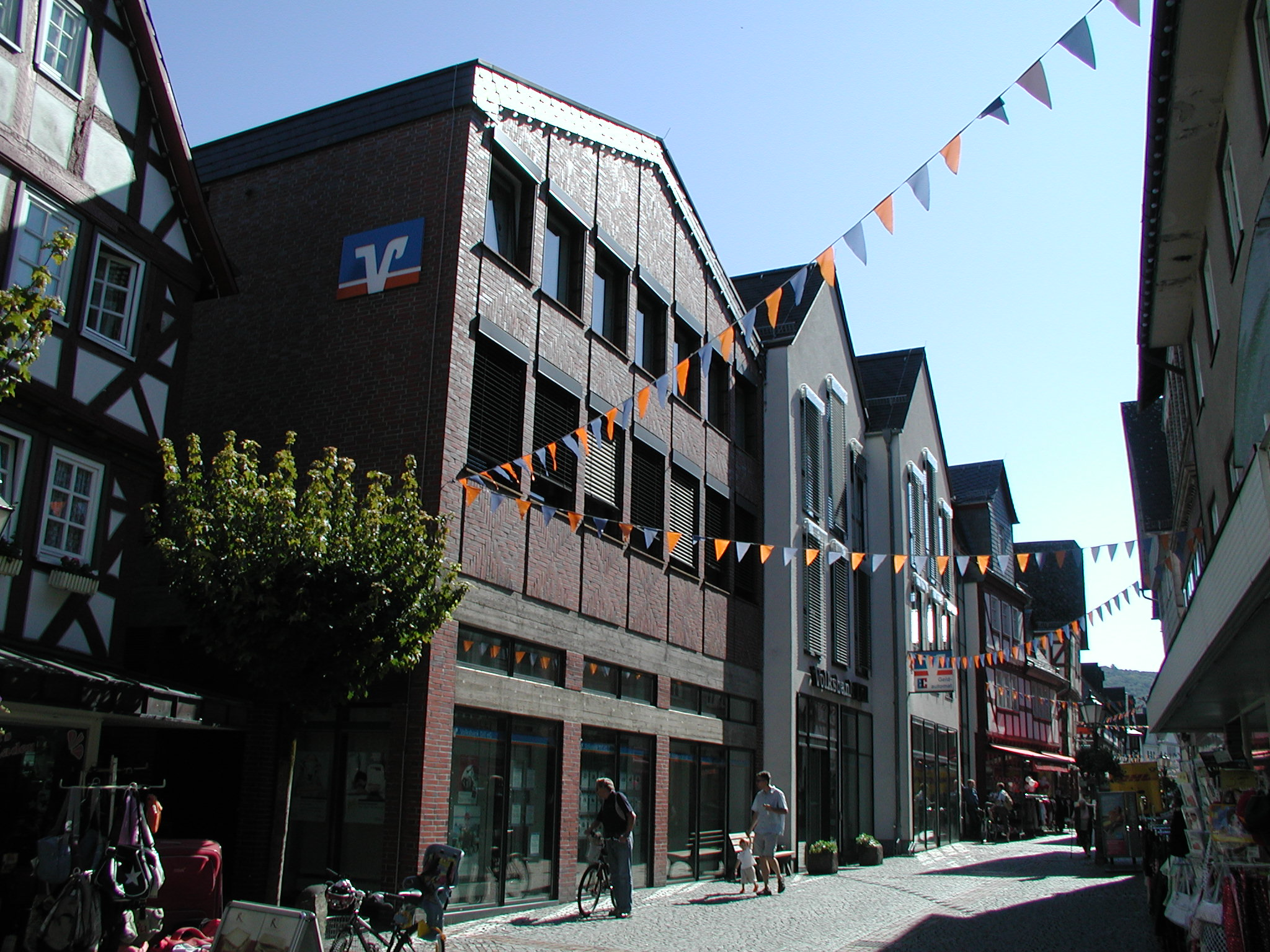
Der Hauptsitz der VR Bank Lahn-Dill in der Dillenburger Hauptstraße (2018)

Die VR Bank Lahn-Dill eG ist eine Genossenschaftsbank mit Hauptsitz im mittelhessischen Dillenburg. Das Geschäftsgebiet der Bank erstreckt sich über den ehemaligen Dillkreis und das Hessische Hinterland.

## Geschichte
Die Ursprünge der VR Bank Lahn-Dill liegen in lokalen Darlehenskassen und kleineren Banken, die mehrmals fusionierten. Die VR Bank Lahn Dill selbst entstand aus der Fusion von VR Bank Biedenkopf-Gladenbach (Sitz in Biedenkopf, Geschäftsgebiet: Hessisches Hinterland) mit der benachbarten Volksbank Dill (Sitz in Dillenburg) und der Volksbank Herborn-Eschenburg („Vobahe“, Sitz in Herborn), die zusammen den ehemaligen Dillkreis als Geschäftsgebiet hatten, im Jahr 2018.

### Volksbank Dill
Am 6. Mai 1861 wurde der erste Vorschussverein in Dillenburg gegründet. Aufgrund der Industrialisierung wurde in dieser Zeit für viele Bauern und Handwerker der Konkurrenzkampf immer härter, und um überleben zu können, mussten sie ihr Gewerbe über Betriebsmittelkredite finanzieren. Im Gegensatz zu vielen privaten Kreditgebern bot der Vorschussverein für diese Darlehen faire Bedingungen. Dadurch fand der Verein immer mehr Anhänger und wuchs stetig an. Die Idee war so erfolgreich, dass weitere genossenschaftliche Vereine gegründet wurden; so entstanden u. a. auch die anderen Genossenschaftsbanken.
1926 entschloss man sich, eine Namensänderung vorzunehmen: Aus dem Vorschussverein zu Dillenburg wurde die Dillenburger Bank eGmbH. Die schweren Krisenjahre 1931/32 brachten große Rückschläge für die Bank mit sich. Als 1933 die Nationalsozialisten die Macht in Deutschland übernahmen, bedrohte ihr Totalitätsanspruch alle genossenschaftlichen Verbände, da die Grundsätze der Selbsthilfe, Selbstverantwortung und Selbstverwaltung nicht in das Bild der diktatorischen Machtansprüche des NS-Regimes passten. In diesem Zuge wurden alle Genossenschaftsbanken im Reichsgebiet umbenannt. Die Dillenburger Bank firmierte fortan als Volksbank Dillenburg eGmbH.
In der Nachkriegszeit war die Idee der Selbsthilfe und -verantwortung wieder sehr gefragt. Mit der Währungsreform 1948 startete die Dillenburger Bank eGmbH in ein neues Kapitel. In den folgenden Jahren stiegen mit dem Wirtschaftsaufschwung die Mitgliederzahlen und der Bedarf nach Finanzdienstleistungen, sodass Anfang der 1960er Jahre die ersten Zweigstellen rund um Dillenburg eröffnet wurden.
1975 gab es den ersten größeren Zusammenschluss anderer kleinerer Volksbanken im ehemaligen Dillkreis. Die Volksbank Ewersbach schloss sich mit der zwischenzeitlich im Aartal entstandenen Raiffeisenbank Dill eG Mittenaar-Bicken zur Volksbank und Raiffeisenbank Dill eG zusammen, deren Hauptsitz sich in Ewersbach befand.
Die erste große Fusion erfolgte schließlich 1991 zwischen der Volksbank Dillenburg eG (entstanden aus der Dillenburger Bank eGmbH) und der Volksbank Haiger eG. Daraus entstand die Volksbank Dillenburg-Haiger eG. Nur zwei Jahre später folgte schon die zweite große Fusion mit der erwähnten Volksbank und Raiffeisenbank Dill eG, woraus dann die Volksbank Dill eG entstand, die bis zur großen Fusion zur heutigen VR Bank Lahn-Dill Bestand hatte.

### VR Bank Biedenkopf-Gladenbach
Bereits ab 1864 entstanden im Geschäftsgebiet der VR Bank Biedenkopf-Gladenbach, also dem Hessischen Hinterland, insgesamt 62 Vorschußvereine, Spar- und Darlehnskassen und Raiffeisenkassen, die sich zuerst zur Raiffeisenbank Wallau eG zusammenschlossen. Am 21. April 1989 stimmten die Mitglieder der Genossenschaftsbank („Genoba“) Breidenbach (gegründet 1867, Bilanzsumme 40 Millionen Mark) für die Verschmelzung mit der Raiffeisenbank Wallau eG, mit der zuvor auch die Raiffeisenbank Buchenau und die Volksbank zu Biedenkopf fusioniert hatten. Es entstand die neue Volksbank und Raiffeisenbank Biedenkopf (V+R Bank Biedenkopf eG). Zum Zeitpunkt der Fusion verfügte die neue Bank über 26.000 Mitglieder und 50.000 Konten und ging auf 31 ehemals selbstständige Genossenschaften zurück. Durch weitere Fusionen entstand später die VR Bank Biedenkopf-Gladenbach eG, die bis zur großen Fusion zur heutigen VR Bank Lahn-Dill Bestand hatte.

## Filialen

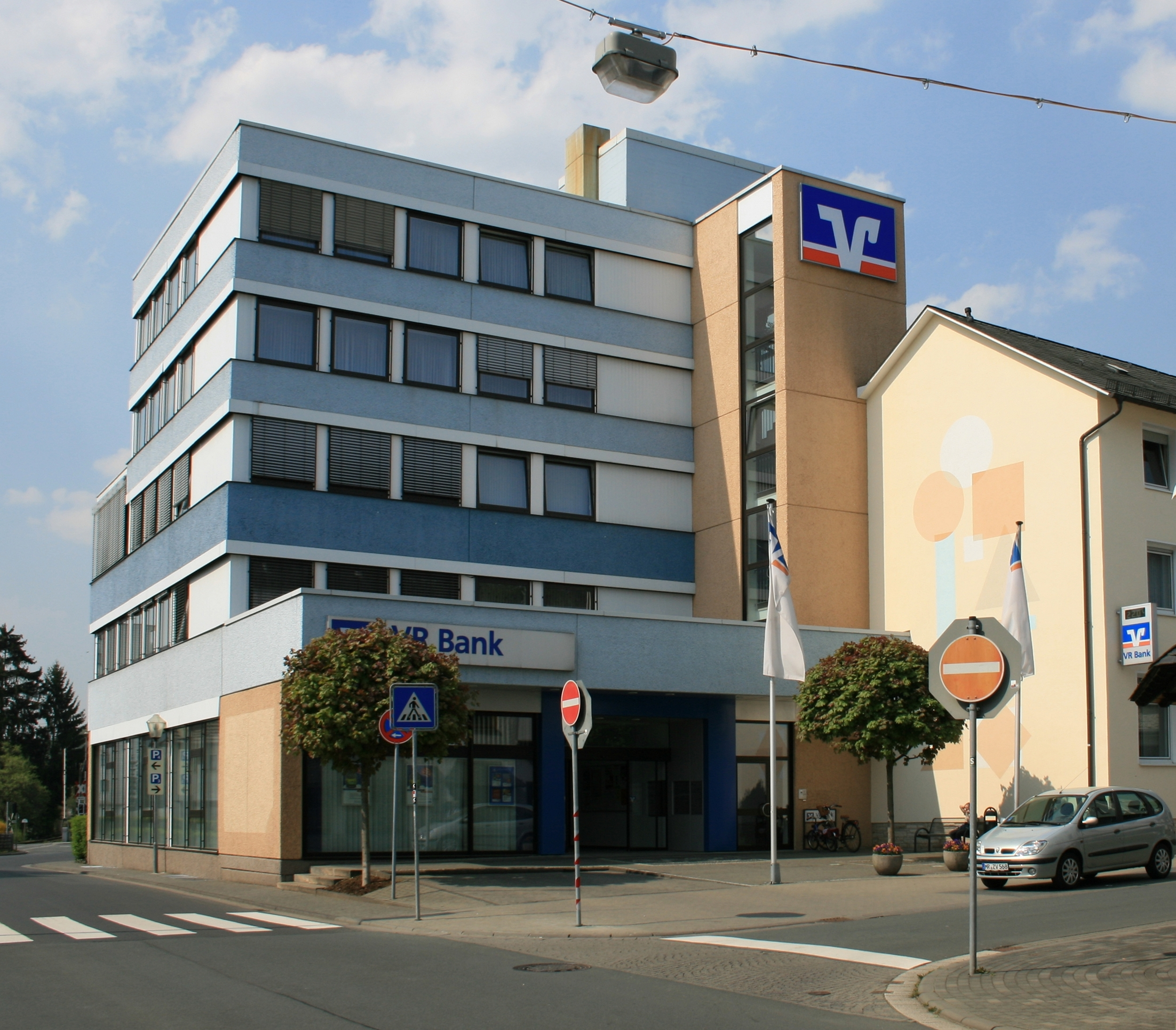
Die Hauptstelle in Biedenkopf (2011)

Die VR Bank Lahn-Dill eG verfügt über ein flächendeckendes Geschäftsstellennetz mit 20 Standorten im Geschäftsgebiet. Diese werden dabei in „Filialen“, „Beratungsscenter“ und „Hauptstellen“ eingeteilt. Als Folge der Fusion der drei Banken verfügt die neue Bank über „Hauptstellen“ in Biedenkopf, Dillenburg und Herborn.